# Lista dos singles mais vendidos por ano no Reino Unido
Esta é a lista de singles mais vendidos na parada do Reino Unido por ano. Note que Unidades vendidas mostra a quantidade vendidas durante aquele ano, não o total de vendas, pois invariavelmente o single continua vendendo nos anos posteriores.
| Ano   | Música                                                                | Artista                        | Unidades vendidas |
| ----- | --------------------------------------------------------------------- | ------------------------------ | ----------------- |
| 1952  | "Auf Wiederseh'n Sweetheart"                                          | Vera Lynn                      |                   |
| 1953  | "I Believe"                                                           | Frankie Laine                  |                   |
| 1954  | "Secret Love"                                                         | Doris Day                      |                   |
| 1955  | "Rose Marie"                                                          | Slim Whitman                   |                   |
| 1956  | "I'll Be Home"                                                        | Pat Boone                      |                   |
| 1957  | "Diana"                                                               | Paul Anka                      |                   |
| 1958  | "Jailhouse Rock"                                                      | Elvis Presley                  |                   |
| 1959  | "Living Doll"                                                         | Cliff Richard                  | 800.000           |
| 1960  | "It's Now or Never"                                                   | Elvis Presley                  |                   |
| 1961  | "Are You Lonesome Tonight?"                                           | Elvis Presley                  | 800.000           |
| 1962  | "I Remember You"                                                      | Frank Ifield                   |                   |
| 1963  | "She Loves You"                                                       | The Beatles                    | 1.300.000         |
| 1964  | "Can't Buy Me Love"                                                   | The Beatles                    |                   |
| 1965  | "Tears"                                                               | Ken Dodd                       |                   |
| 1966  | "Green Green Grass of Home"                                           | Tom Jones                      |                   |
| 1967  | "Release Me"                                                          | Engelbert Humperdinck          |                   |
| 1968  | "Hey Jude"                                                            | The Beatles                    | 850.000           |
| 1969  | "Sugar, Sugar"                                                        | The Archies                    |                   |
| 1970  | "The Wonder of You"                                                   | Elvis Presley                  | 700.000           |
| 1971  | "My Sweet Lord"                                                       | George Harrison                | 700.000           |
| 1972  | "Amazing Grace"                                                       | The Royal Scots Dragoon Guards |                   |
| 1973  | "Tie a Yellow Ribbon Round the Ole Oak Tree"                          | Tony Orlando e Dawn            |                   |
| 1974  | "Tiger Feet"                                                          | Mud                            | 730.000           |
| 1975  | "Bohemian Rhapsody"                                                   | Queen                          |                   |
| 1976  | "Save Your Kisses for Me"                                             | Brotherhood of Man             | 1.006.000         |
| 1977  | "Mull of Kintyre" / "Girls' School"                                   | Wings                          |                   |
| 1978  | "Rivers of Babylon" / "Brown Girl in the Ring"                        | Boney M                        |                   |
| 1979  | "Bright Eyes (canção de Blind Guardian)"                              | Art Garfunkel                  | 1.155.000         |
| 1980  | "Don't Stand So Close to Me"                                          | The Police                     | 808.000           |
| 1981  | "Tainted Love"                                                        | Soft Cell                      | 803,000           |
| 1982  | "Come on Eileen"                                                      | Dexys Midnight Runners         | 1.200.000         |
| 1983  | "Karma Chameleon"                                                     | Culture Club                   | 1.390.000         |
| 1984* | "Do They Know it's Christmas?"                                        | Band Aid                       | 2.980.000         |
| 1985  | "The Power of Love"                                                   | Jennifer Rush                  | 1.280.000         |
| 1986  | "Don't Leave Me This Way"                                             | The Communards                 | 750.000           |
| 1987  | "Never Gonna Give You Up"                                             | Rick Astley                    | 759.000           |
| 1988  | "Mistletoe and Wine"                                                  | Cliff Richard                  | 750.000           |
| 1989  | "Ride on Time"                                                        | Black Box                      | 960.000           |
| 1990  | "Unchained Melody"                                                    | Righteous Brothers             | 840.000           |
| 1991  | "(Everything I Do) I Do It for You"                                   | Bryan Adams                    | 1.520.000         |
| 1992  | "I Will Always Love You"                                              | Whitney Houston                |                   |
| 1993  | "I'd Do Anything for Love (but I Won't Do That)"                      | Meat Loaf                      | 760.000           |
| 1994  | "Love Is All Around"                                                  | Wet Wet Wet                    | 1.783.000         |
| 1995  | "Unchained Melody"                                                    | Robson and Jerome              | 1.840.000         |
| 1996  | "Killing Me Softly"                                                   | The Fugees                     | 1.268.000         |
| 1997* | "Something About the Way You Look Tonight"/ "Candle in the Wind 1997" | Elton John                     | 4.770.000         |
| 1998  | "Believe"                                                             | Cher                           | 1.519.000         |
| 1999  | "...Baby One More Time"                                               | Britney Spears                 | 1.445.000         |
| 2000  | "Can We Fix It?"                                                      | Bob the Builder                | 853.000           |
| 2001  | "It Wasn't Me"                                                        | Shaggy feat. RikRok            | 1.151.000         |
| 2002  | "Anything Is Possible"/"Evergreen"                                    | Will Young                     | 1.783.919         |
| 2003  | "Where Is the Love?"                                                  | Black Eyed Peas                | 625198            |
| 2004* | "Do They Know It's Christmas?"                                        | Band Aid                       | 1.065.000         |
| 2005* | "Is This the Way to Amarillo"                                         | Tony Christie feat. Peter Kay  | 1.100.200         |
| 2006  | "Crazy"                                                               | Gnarls Barkley                 | 820.053           |
| 2007  | "Bleeding Love"                                                       | Leona Lewis                    | 788.000           |
| 2008  | "Hallelujah"                                                          | Alexandra Burke                | 888.000           |

* canção para caridade